# Marsaz
Marsaz is een gemeente in het Franse departement Drôme (regio Auvergne-Rhône-Alpes) en telt 568 inwoners (2004). De plaats maakt deel uit van het arrondissement Valence.

## Geografie
De oppervlakte van Marsaz bedraagt 9,0 km², de bevolkingsdichtheid is 63,1 inwoners per km².

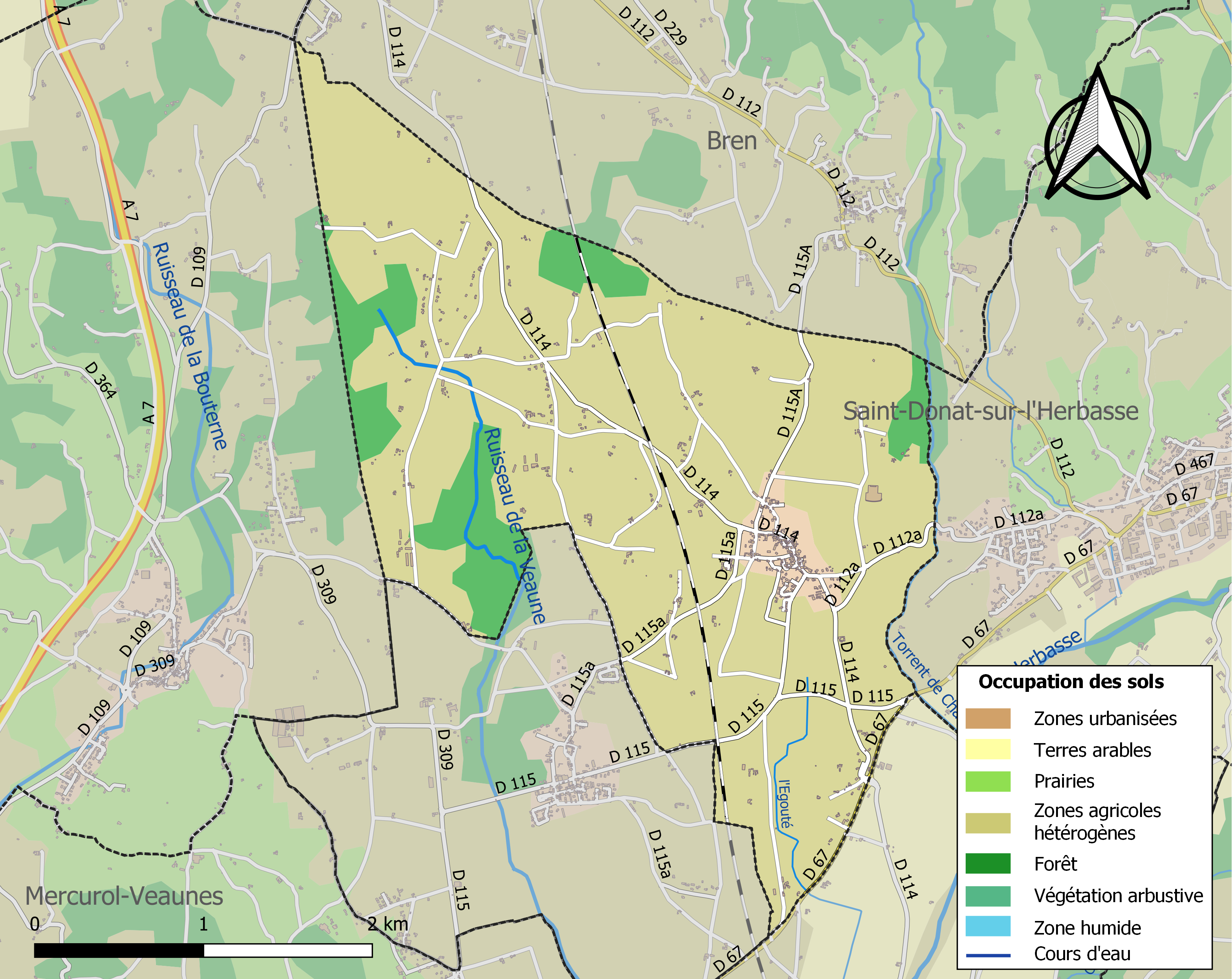
Kaart van de gemeente met belangrijkste infrastructuur, bodemgebruik en omliggende gemeenten

## Demografie
Onderstaande figuur toont het verloop van het inwonertal (bron: INSEE-tellingen).

1. ↑  Populations de référence 2022.